# Ракшевка
Ракшевка (укр. Ракшівка) — село, Волосский сельский совет, Днепровский район, Днепропетровская область, Украина.
Код КОАТУУ — 1221481503. Население по переписи 2001 года составляло 177 человек.

## Географическое положение
Село Ракшевка находится на правом берегу реки Мокрая Сура, выше по течению примыкает село Червоный Садок, ниже по течению примыкает село Волосское, на противоположном берегу — сёла Каменка и Днепровое.